# フォード・スーパーデューティー

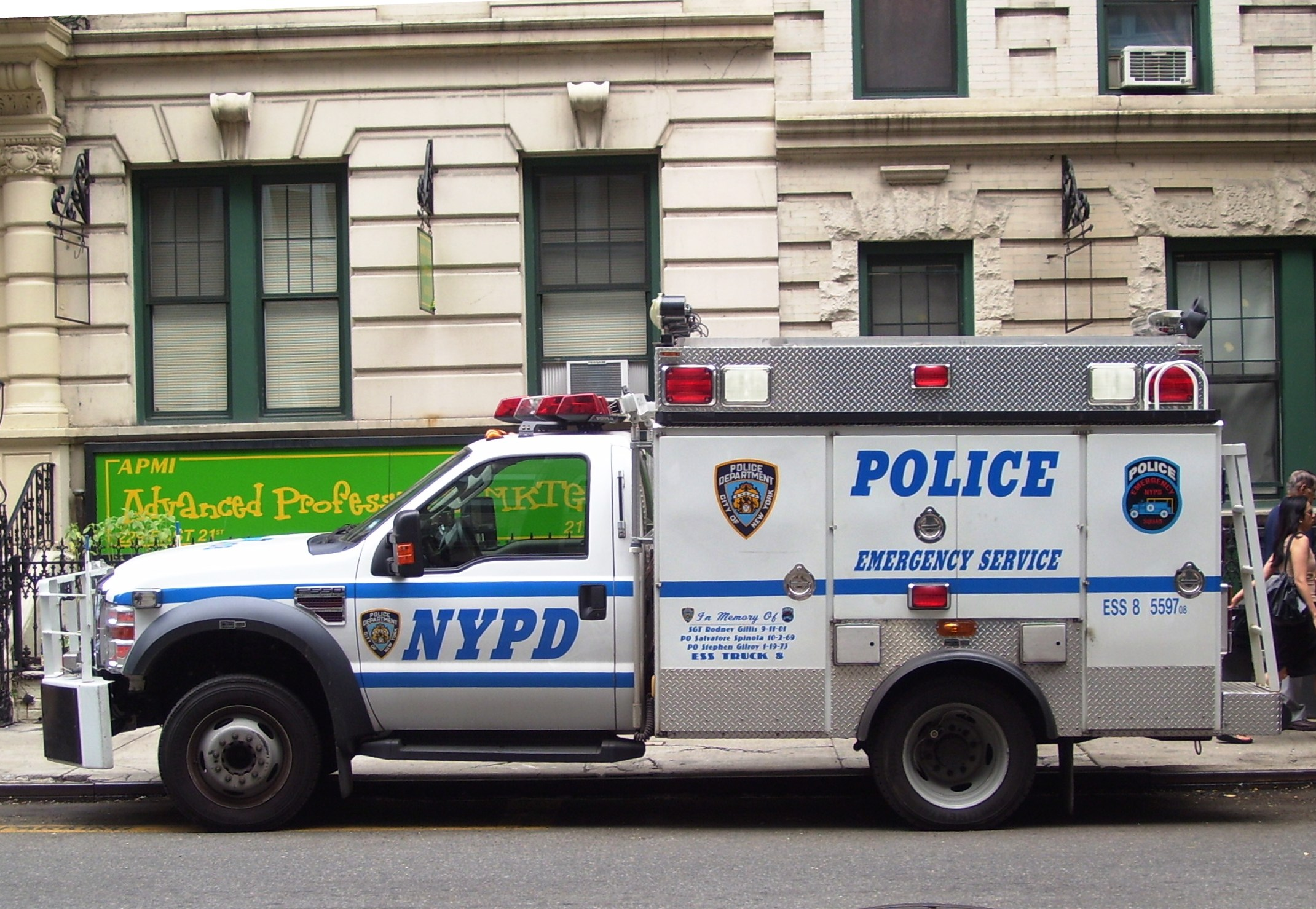
ニューヨーク市警察ESUが使用しているF550。

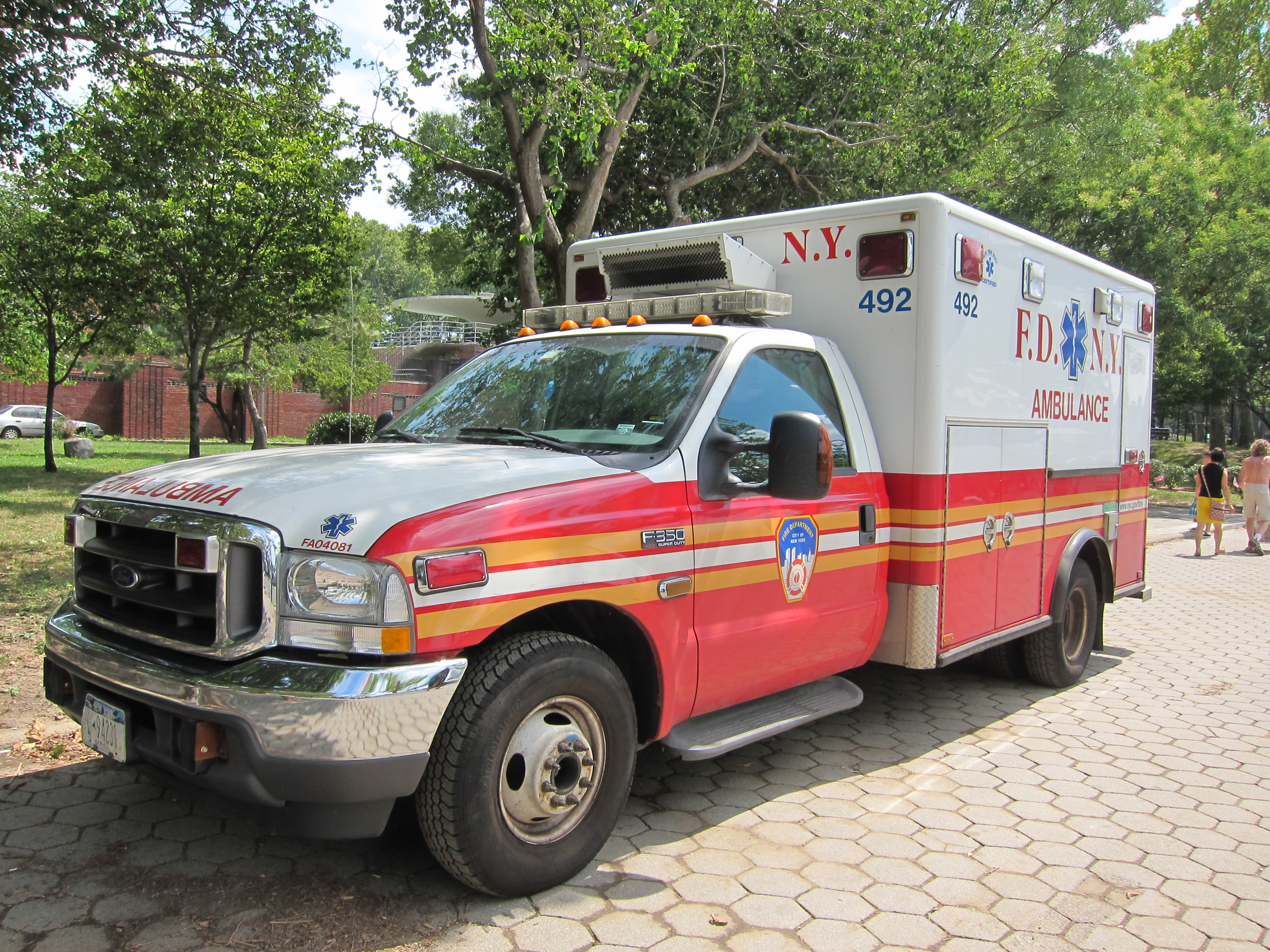
ニューヨーク市消防局が配備しているF350の救急車。後輪がダブルタイヤである。

フォード・スーパーデューティー（Ford Super Duty）は、アメリカの自動車メーカー、フォードが製造、販売するフルサイズピックアップトラックである。
従来、商業用としても幅広く使われるFシリーズの大型タイプのF-250、F-350などは、一回り小さいF-150と基本設計を共用していた。しかし、10代目Fシリーズの1999年モデルから、専用設計の独立モデルとして登場した。F-150よりも大型のボディとエンジンが与えられている。また、F-150にはないディーゼルエンジン搭載車もある。
現在は、大きく分けてF-250、F-350、F-450、F-550の4種類のサイズが販売されている。F-250以外には「デューリー」（Dually）と呼ばれる、後輪がダブルタイヤのタイプもある。

## 歴史

### 初代（1999年 - 2007年）
従来のF-250、350は、ボディパネルをF-150と共有するFシリーズのバリエーションのひとつであったが、1999年に一回り大きい独自ボディの独立モデルとして登場。F-150と比べサスペンションなどが強化され、V型10気筒エンジンやディーゼル車もラインナップ。アメリカの第43代大統領のジョージ・W・ブッシュが、テキサス州の別荘に、この初代のスーパーデューティーF-250を所有している。

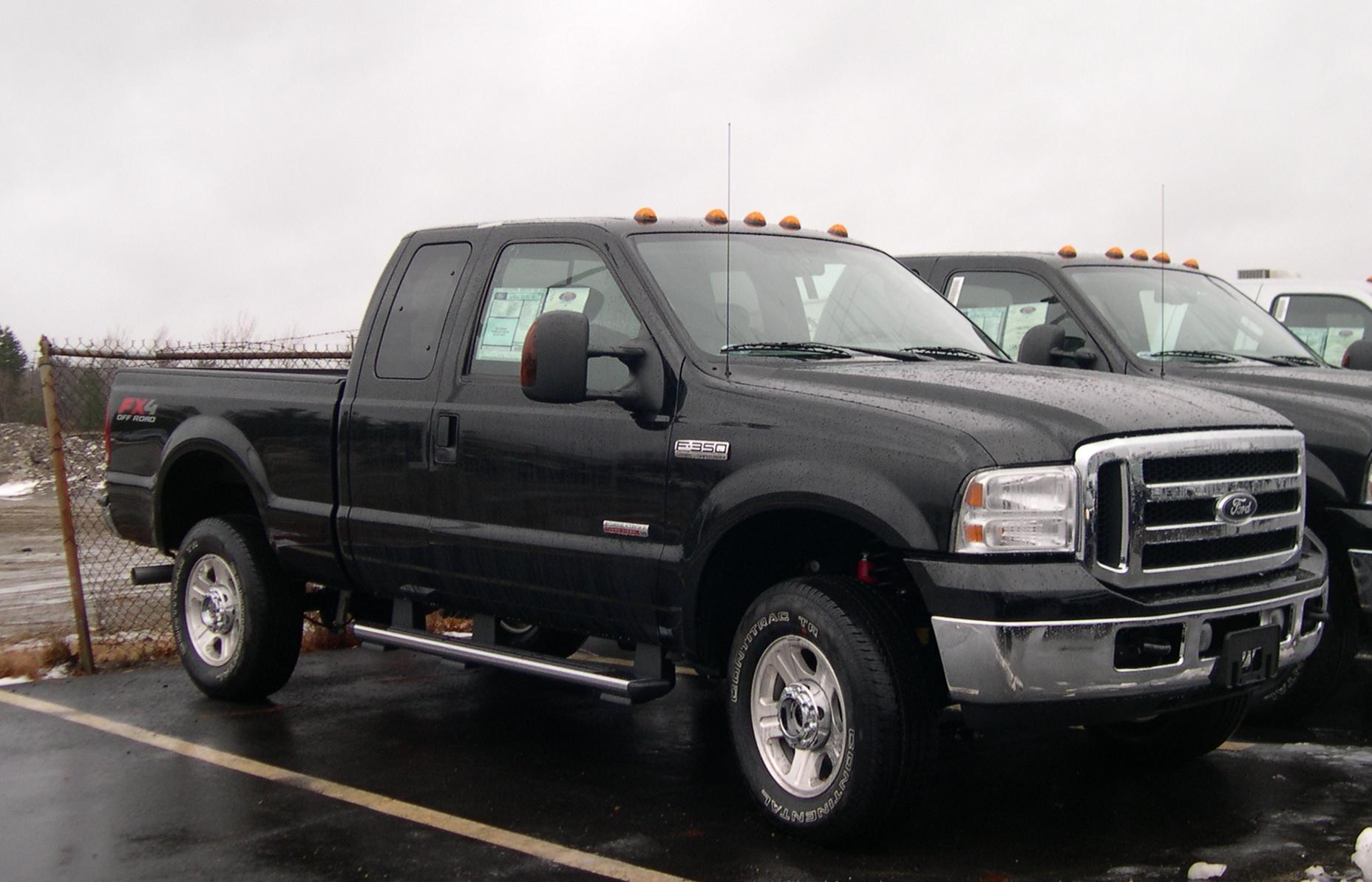
スーパーデューティーF-350（初代・後期）

2005年にマイナーチェンジを実施。メカニズムを中心に変更され、7.3Lのディーゼル車は廃止された。

### 2代目（2008年 - 2010年）
基本ボディは共通であり、実質的にはスキンチェンジであるが、より大型のフロントグリルと、角張ったボディで力強いデザインになり、大きくイメージを変えた。共通の意匠のグリルは、同社のフルサイズバンであるEシリーズでも、2008年モデルイヤーから採用されている。

### 3代目（2011年 - 2016年）
2010年に、さらに洗練されたスタイルになった新型が発表された。これも基本ボディは共通であるが、インテリアは大きく変更されている。

### 4代目（2017年 - 2022年）
2014年に、2015年モデルとしてボディパネルを一新した初めてのフルモデルチェンジを実施。

### 5代目 (2023年 - )
2022年9月に発表され、生産は2023年初頭に始まった。